# Obereopsis subteratra
Obereopsis subteratra är en skalbaggsart som beskrevs av Stefan von Breuning 1957. Obereopsis subteratra ingår i släktet Obereopsis och familjen långhorningar. Inga underarter finns listade i Catalogue of Life.